# إرفين ساندر
إرفين ساندر (بالألمانية: Erwin Sander)‏ هو ضابط ألماني، ولد في 5 مارس 1892 في Neukölln (locality) ‏ في ألمانيا، وتوفي في 7 ديسمبر 1962 في بامبرغ في ألمانيا.